# Hypolycaena orsiphantus
Hypolycaena orsiphantus är en fjärilsart som beskrevs av Hans Fruhstorfer 1912. Hypolycaena orsiphantus ingår i släktet Hypolycaena och familjen juvelvingar. Inga underarter finns listade i Catalogue of Life.